# Medycyna starożytnego Rzymu

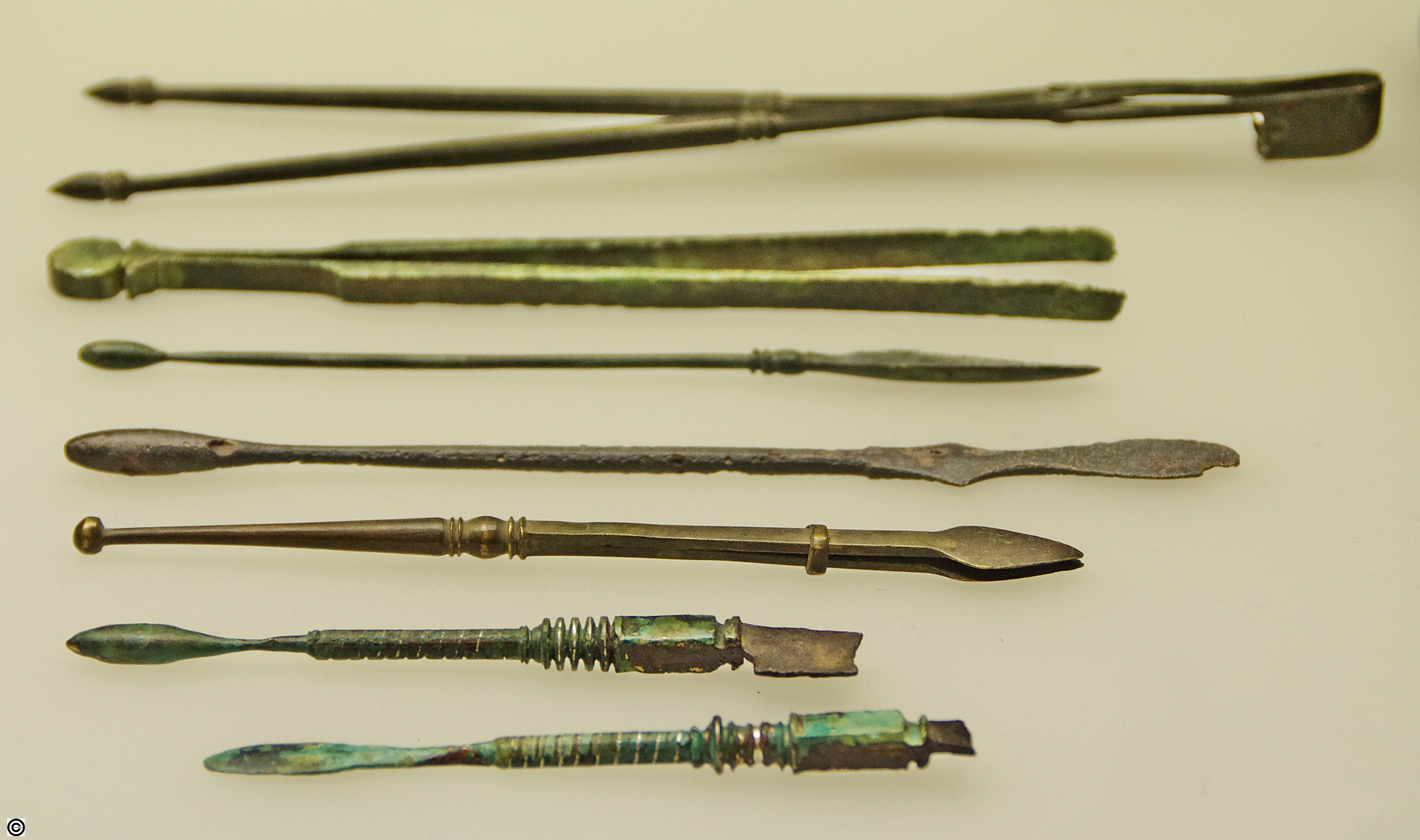
Starożytne rzymskie narzędzia medyczne

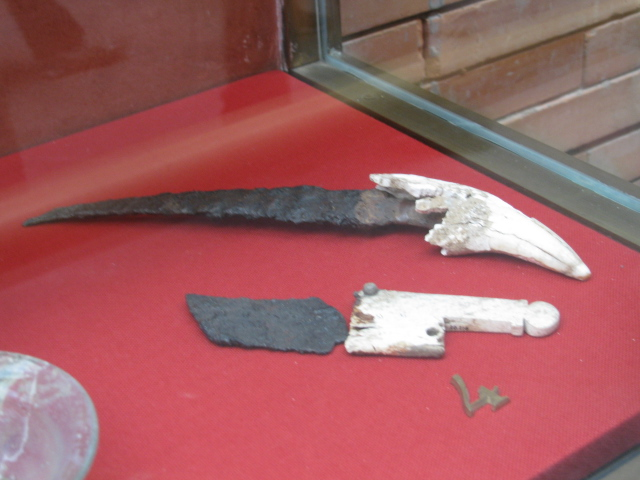
Noże chirurgiczne

Medycyna starożytnego Rzymu – medycyna w starożytnym Rzymie, dostępna ówcześnie wiedza o zdrowiu i chorobach człowieka, ich leczeniu i zapobieganiu im.

## Humory
Rzymianie zupełnie inaczej pojmowali choroby, niż my dzisiaj. Sądzili, że za choroby odpowiada brak równowagi humorów. Wierzyli oni, w cztery humory:
1. Krew – która jest ciepła i wilgotna,
2. Żółć – która jest ciepła i sucha,
3. Czarna żółć – która jest zimna i sucha,
4. Śluz – który jest zimny i wilgotny.

W zależności od wieku i płci, jest się bardziej podatnym na zachwianie równowagi określonych humorów, które będą potrzebowały wyrównania. Dzieci uważa się za ciepłe i wilgotne. Nastolatków za ciepłych i suchych. Dorosłych mężczyzn za zimnych i suchych. Starców, za zimnych i wilgotnych. Kobiety są znacznie wilgotniejsze od mężczyzn, dlatego ważne, aby menstruowały, w przeciwnym razie ich organizm zostałby przytłoczony ilością płynów. Zimą można się spodziewać nadmiaru śluzu z powodu zimna i wilgoci, z kolei latem żółć bardzo wzrasta. Miejsce w ciele, w którym nastąpiła nierównowaga, determinuje chorobę; przykładowo nagromadzenie się czarnej żółci w mózgu odpowiada za melancholię, tymczasem mnóstwo jasnej żółci w tym samym narządzie powoduje halucynacje.

## Inne czynniki
Pomimo przywiązania Rzymian do modelu zdrowia, opartego na humorach, nie ignorowali oni faktu, że mieszkanie nieopodal bagnistego terenu oznacza skłonność do podłapywania dziwnej, śmiercionośnej gorączki, choć uważali, że dzieje się tak ze względu na powietrze, a nie komary. W podobny stan zamieszania wprowadzały ich zarazy, ponieważ atakują one jednakowo wszystkie płcie i grupy wiekowe. Wyolbrzymili tę niepasującą do teorii humoralnej zagwozdkę, stwierdzając, że plagi są dziełem rozwścieczonych bogów.

### Poród
Poród ze względu na ówcześnie dostępne narzędzia, był bardzo niebezpieczny, zarówno dla noworodka, jak i dla kobiety. Każda komplikacja, zbierała śmiertelne żniwo. Wykonywało się cięcia cesarskie, ale kosztem życia matki, która najprawdopodobniej nie przeżyje operacji.

## Choroby cesarzy
Choć całe cesarstwo codziennie modliło się do bogów, aby cesarz cieszył się wiecznym zdrowiem, to nie zawsze to wystarczało. Oto kilka przykładów:
- Oktawian August – liszaj obrączkowaty, płytki oddech o określonych porach roku, słabość palca wskazującego

- Tyberiusz – trądzik, nieznana choroba skórna

- Kaligula – padaczka, nieznana groźna choroba (na początku panowania), bezsenność

- Klaudiusz – dziecięce porażenie mózgowe

- Neron – brak

- Galba – dna moczanowa, problemy z plecami[1]

## Narzędzia medyczne
- Wziernik ginekologiczny (speculum magnum matricis) – grecko-rzymscy pisarze wspominają, że medycy zalecali użycie takiego przyrządu w diagnozie i leczeniu chorób waginy i macicy. Jak się jednak okazuje wiele takich przyrządów nie przetrwało do naszych czasów. Głównie za sprawą tego, że wykonane były z brązu, tak więc wykorzystywano materiał do innych produktów.

- Wziernik odbytnicy – najwcześniejsza wzmianka o tym narzędziu pochodzi od Hipokratesa, który wspomina, że kiedy pacjent leży na plecach lekarz może ocenić przy pomocy narzędzia stopień owrzodzenia jelita.

- Dźwignie do kości – Galien wspomina, że narzędzia te pozwalały ułożyć złamane kości oraz usunąć zęby.

- Kleszcze służące do usuwania kawałków kości – zalecano wpierw usunięcie ułamanych kości palcami, a potem dopiero stosowanie narzędzia.

- Bańki rzymskie (cucurbitulae) – większe stawiano na dużych częściach ciała, takich jak plecy lub uda. Mniejsze stosowano na ręce.

- Rurki do zapobiegania skurczom i zrostom – po operacji nosa, odbytu, pochwy zwykło się wsadzać wykonaną z brązu lub ołowiu rurkę, aby odprowadzić płyny i podawać leki.

- Przyrząd do wykonania lewatywy

- Płytka do przyżegania (ferrum candens) – medycy czasów antycznych stosowali wiele odmian tego przyrządu. Gorące kautery stosowane są po dziś dzień do zatrzymywania krwawienia z tkanek lub tętnic.

- Cewnik

- Haki położnicze (hamus, acutus) – były często wymieniane w literaturze greckiej i rzymskiej. Stosowano zarówno tępe jak i ostre wersje narzędzia, a wykorzystywano je dokładnie tak samo jak obecnie.

- Kleszcze do depilacji

- Kleszcze do usuwania języka – grecki znawca medycyny – Aecjusz – wspomina jak wykonywano zabieg usunięcia języka. Wpierw mocno ściskano język za pomocą kleszczy, aby zapobiec krwawieniu, a następnie go odcinano.

- Skalpele

- Nożyce operacyjne (forfex) – antyczne źródła wspominają o wykorzystaniu takich nożyc do obcinania włosów pacjenta i uzyskaniu wygodniejszego dostępu do skóry. Tylko kilka przekazów wspomina o wykorzystaniu narzędzi do cięcia tkanki.

- Narzędzia służące do mieszania leków i nakładania na rany – wykorzystywane także przez artystów do mieszania kolorów[2].

## Amulety falliczne
Rzymianie nosili specjalne amulety w kształcie fallusa. Miały one formę pierścieni, zawieszek i dzwonków wietrznych. Wierzyli oni w ich ochronną moc.